# Стэнхоуп, Чарльз, 3-й граф Харрингтон
Генерал Чарльз Стэнхоуп, 3-й граф Харрингтон (англ. Charles Stanhope, 3rd Earl of Harrington; 17 марта 1753 — 5 сентября 1829) — британский офицер и политик. Он носил титул учтивости — виконт Питершам с 1756 по 1779 год.

## Ранняя жизнь

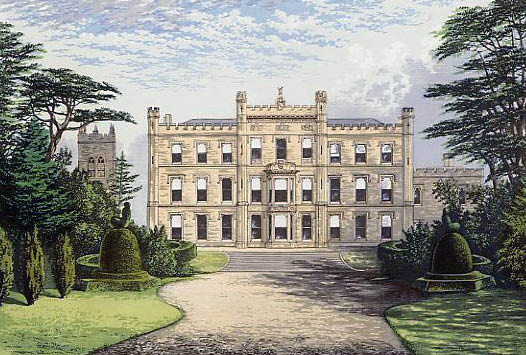
Замок Элвастон

Родился 17 марта 1753 года. Старший сын Уильяма Стэнхоупа, 2-го графа Харрингтона (1719—1779) и леди Кэролайн Фицрой (1722—1784), дочери Чарльза Фицроя, 2-го герцога Графтона, и леди Генриетты Сомерсет, дочери Чарльза Сомерсета, маркиза Вустера, и Ребекки Чайлд. Он получил образование в Итонском колледже (Виндзор, графство Беркшир).

## Карьера
Чарльз Стэнхоуп был зачислен в Колдстримскую гвардию в 1769 году. Во время Саратогской кампании Войны за независимость США в качестве виконта Петершема он командовал 29-м полком пехотной гренадерской роты и был адъютантом генерала Джона Бергойна.
Полковник 85-го пехотного полка (1778—1783), 65-го пехотного полка (1783—1788) и 29-го пехотного полка (1788—1792). С 1792 года по 1829 год — полковник 1-го лейб-гвардии. В 1803 году он получил чин генерала, а в 1821 году стал кавалером Королевского Гвельфского ордена. С 1805 по 1812 год он был главнокомандующим Ирландии и был отправлен с дипломатическими поручениями в Вену и Берлин.
Он заседал в Палате общин Великобритании от Тетфорда (1774) и Вестминстера (1776—1779).

## Семья

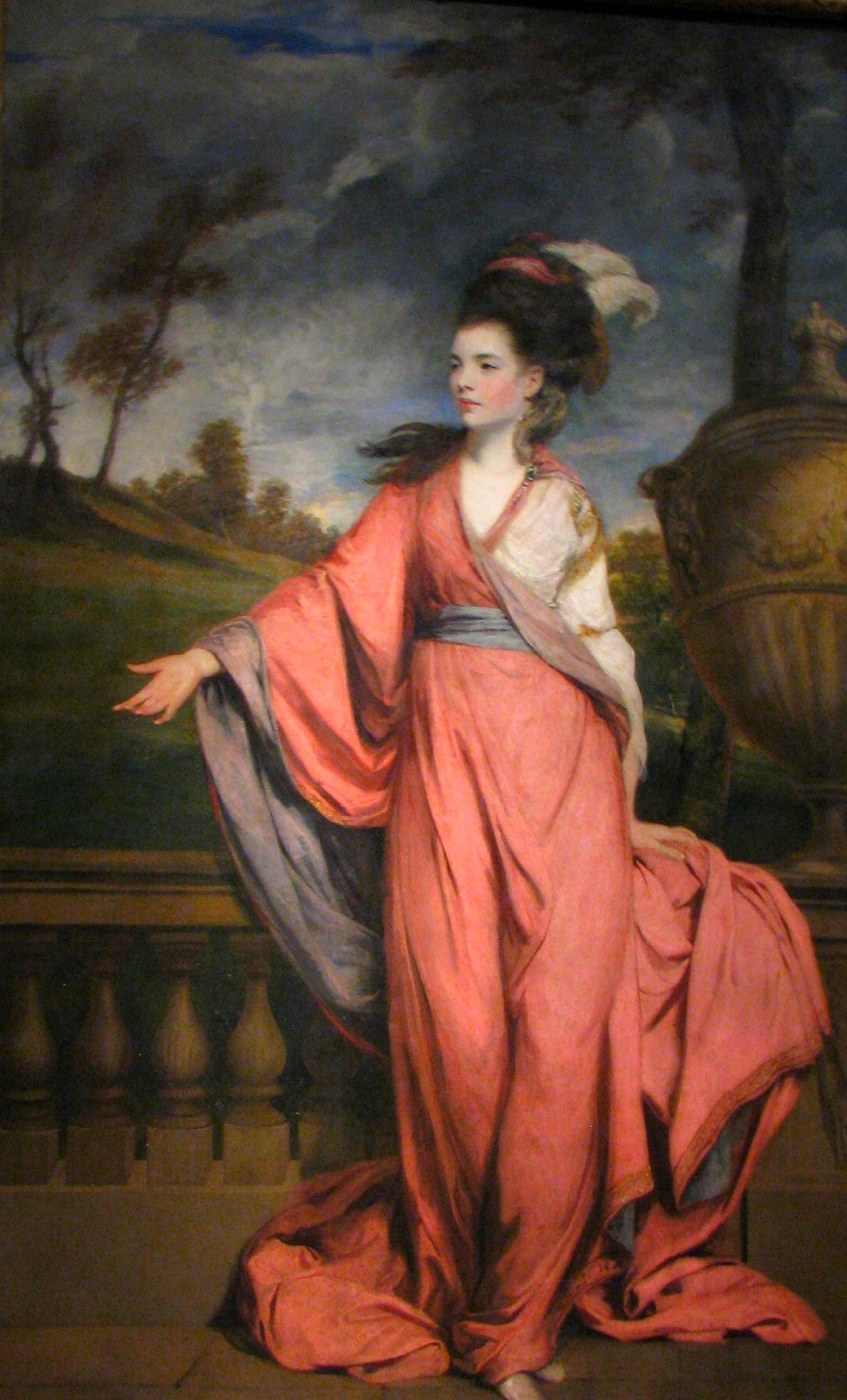
Джейн Флеминг (1755—1824), жена 3-го графа Харрингтона

23 мая 1779 года в Лондоне лорд Харрингтон женился на Джейн Флеминг (23 мая 1755 — 3 февраля 1824), дочери сэра Джона Флеминга, 1-го баронета. Она была камеристкой королевы Шарлотты. У лорда и леди Харрингтон было одиннадцать детей:
- Чарльз Стэнхоуп, 4-й граф Харрингтон (8 апреля 1780 — 3 марта 1851). Он был женат на Мэри Фут[англ.], дочери Сэмюэля Фута.
- Генерал-майор Достопочтенный Линкольн Эдвин Роберт Стэнхоуп (26 ноября 1781 — 29 февраля 1840).
- Анна Мария Стэнхоуп, герцогиня Бедфорд (3 сентября 1783 — 3 июля 1857), в 1808 году она вышла замуж за Фрэнсиса Рассела, 7-го герцога Бедфорда.
- Лестер Фицджеральд Чарльз Стэнхоуп, 5-й граф Харрингтон (2 сентября 1784 — 7 сентября 1862). Он женился на Элизабет Грин, дочери Уильяма Грина и Энн Роуз Холл.
- Достопочтенный Уильям Сефтон Джордж Стэнхоуп (29 декабря 1785 — февраль 1786)
- Преподобный Достопочтенный Фицрой Генри Ричард Стэнхоуп (24 апреля 1787 — 11 апреля 1864). Он женился на Кэролайн Уиндэм, внебрачной дочери достопочтенного Чарльза Уиндэма. Они были родителями Чарльза Уиндема Стэнхоупа, 7-го графа Харрингтона.
- Майор Достопочтенный Сэр Фрэнсис Чарльз Стэнхоуп (29 сентября 1788 — 9 октября 1862). У него было трое детей от Ханны Уилсон, дочери Джеймса Уилсона из поместья Парсонстаун, графство Мит.
- Преподобный Достопочтенный Генри Уильям Стэнхоуп (2 августа 1790 — 21 июня 1872), ректор Госворта.
- Леди Кэролайн Энн Стэнхоуп (20 ноября 1791 — 25 ноября 1853), в 1841 году вышла замуж за Эдварда Эйшфорда Сэнфорда[англ.].
- Леди Шарлотта Августа Стэнхоуп (15 февраля 1793 — 15 февраля 1859), в 1818 году вышла замуж за Августа Фредерика Фицджеральда, 3-го герцога Лейнстера.
- Достопочтенный Огастес Генри Эдвард Стэнхоуп (25 марта 1794 — 8 декабря 1831). В 1813—1822 годах был женат на Джейн Болдуин[6].